# 奇恰利姆
奇恰利姆（Chicalim），是印度果阿邦South Goa县的一个城镇。总人口7604（2001年）。

## 人口
该地2001年总人口7604人，其中男性4395人，女性3209人；0—6岁人口785人，其中男434人，女351人；识字率81.34%，其中男性为85.62%，女性为75.48%。